# Oculudentavis
Oculudentavis là một chi đã tuyệt chủng trong sauria với vị trí phân loại chắc chắn, ban đầu được xác định là một chi khủng long avialan (theo nghĩa rộng là "khủng long chim"). Nó chứa một loài duy nhất được biết đến, Oculudentavis khaungraae. Hóa thạch Oculudentavis duy nhất được tìm thấy bao gồm một hộp sọ hoàn chỉnh được bảo quản trong hổ phách Miến Điện. Hộp sọ dài 1,4 xentimét (0,55 in), chỉ ra rằng Oculudentavis sẽ có kích thước tương đương với một con chim ruồi ong hiện đại nếu nó là một loài Avialae (một nhóm các khủng long biết bay, bao gồm cả chim hiện đại). Mẫu vật hổ phách được lấy từ các lớp đất 99 triệu năm tuổi của lưu vực Hukawng ở bang Kachin, miền bắc Myanmar. Mẫu vật bị lôi kéo vào cuộc tranh cãi liên quan đến danh tính của nó và các vấn đề đạo đức xung quanh việc mua lại và nghiên cứu hổ phách Miến Điện.

## Khám phá và đặt tên
Oculudentavis được biết đến từ một hộp sọ hoàn chỉnh được bảo quản trong hổ phách Miến Điện, được tìm thấy tại địa điểm Angbamo ở thị trấn Tanai, bang Kachin, miền bắc Myanmar. Tên chi Oculudentavis đã được chọn từ sự kết hợp của các từ oculus, nha, và avis. Những từ tiếng Latinh này có nghĩa lần lượt là "mắt", "răng" và "chim". Tên loài là để vinh danh Khaung Ra, người phụ nữ đã tặng mảnh hổ phách cho Bảo tàng Hổ phách Hupoge để phục vụ cho việc nghiên cứu. Hiện tại, mẫu vật này được phân loại là HPG-15-3 trong Bảo tàng Hổ phách Hupoge.

## Miêu tả
Hộp sọ của Oculudentavis dài 1,4 xentimét (0,55 in), chỉ ra rằng Oculudentavis là một loài khủng long sống trong thời kỳ Đại Trung sinh nhỏ nhất được biết đến, nếu việc nhận dạng như vậy là chính xác. Con vật có thể có kích thước tương đương với chim ruồi ong (Mellisuga helenae)  hiện đại, loài khủng long sống nhỏ nhất từng được biết đến.
Nó có mõm thon và mái sọ hình bóng đèn, cũng như một hàng răng dài gồm 23 răng. Nó có hốc mắt rất lớn và có một vòng xơ cứng dày được hình thành từ các quầng xơ cứng hình muỗng bất thường. Điều này chỉ ra rằng nó có khả năng là một động vật sống ban ngày, tức là chúng hoạt động chủ yếu vào ban ngày. Đôi mắt lồi sang một bên theo một mắt hếch (xương gò má) hướng ra ngoài, cho thấy nó không sở hữu thị giác hai mắt. Nó có thể sở hữu một cú cắn tương đối mạnh và chế độ ăn chuyên biệt của động vật không xương sống nhỏ, dựa trên hàm răng sắc nhọn, da miệng có kết cấu rộng, xương hàm dưới phát triển và hộp sọ mạnh mẽ, không linh hoạt.
Oculudentavis có một bộ sưu tập đặc tính của plesiomorphic ("nguyên thủy") và các đặc điểm tiên tiến so với các loài chim Đại Trung Sinh khác. Ví dụ, nó vẫn giữ riêng trán, xương đỉnh, xương phía sau hốc mắt, và xương thái dương, được hợp nhất với nhau hoặc bị mất đi trong các loài chim hiện đại. Mặt khác, nó thiếu một cửa sổ trước hố mắt riêng biệt và xương của mõm được kéo dài và hợp nhất. Những đặc điểm này là phổ biến hơn trong số các loài chim hiện đại. Một số đặc điểm, chẳng hạn như răng acrodont (răng nhọn, không có chân răng sâu) hoặc pleurodont (răng có chân nhỏ, nằm một bên) và xương xơ cứng hình thìa là chưa từng có đối với khủng long nói chung nhưng thay vào đó lại phổ biến trong các loài thằn lằn hiện đại. Một mảng da dường như có vảy xảy ra ở gần đáy hộp sọ, không bình thường đối với một con chim, nhưng phù hợp với đặc tính của loài lepidosaur. Số lượng răng cao và cửa sổ trước hố mắt bị thiếu rõ ràng hay xương tứ giác cũng đã được sử dụng để tranh luận, chống lại đặc tính của avialan.

## Phân loại
Các đặc điểm tạo ra bởi kích thước nhỏ của Oculudentavis dẫn đến khó khăn trong việc đưa ra kết luận chính xác về phân loại của nó. Một phân tích phát sinh gen trong mô tả ban đầu hỗ trợ vị trí cơ bản cho Oculudentavis trong Avialae, chỉ hơi gần với các loài chim hiện đại hơn Archaeopteryx. Điều này cho thấy rằng một dòng dõi chim sống cách đây khoảng 50 triệu năm, tồn tại giữa Kỷ Jura muộn và Kỷ Phấn Trắng.
Ngay sau khi xuất bản bài báo, một số nhà cổ sinh vật học đã lên tiếng hoài nghi về việc Oculudentavis thậm chí có phải là một con khủng long hay không, do số lượng đặc điểm tương đồng với bò sát có vảy cao hơn nhiều so với khủng long. Hình dạng hộp sọ nói chung được coi là đối số lớn nhất trong mối quan hệ của chim, nhưng một số loài thằn lằn sống (Meroles, Anolis) và các loài bò sát đã tuyệt chủng (Avicranium, Teraterpeton) đã được biết là có hội tụ một hình dạng giống như hộp sọ. Việc sử dụng một phân tích phát sinh học tập trung vào chim (mà không xem xét thằn lằn) cũng đã bị chỉ trích. Các biên tập viên của ấn phẩm Fanpu của Viện Cổ sinh Động vật có xương sống và Cổ nhân loại học Trung Quốc đã xuất bản một bài xã luận tranh luận về việc giải thích Oculudentavis như một con thằn lằn chứ không phải là avialan.

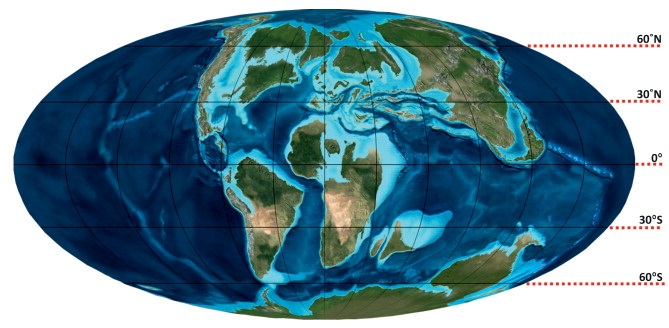
Cổ sinh vật học của cuối kỷ Turia (90 triệu năm)

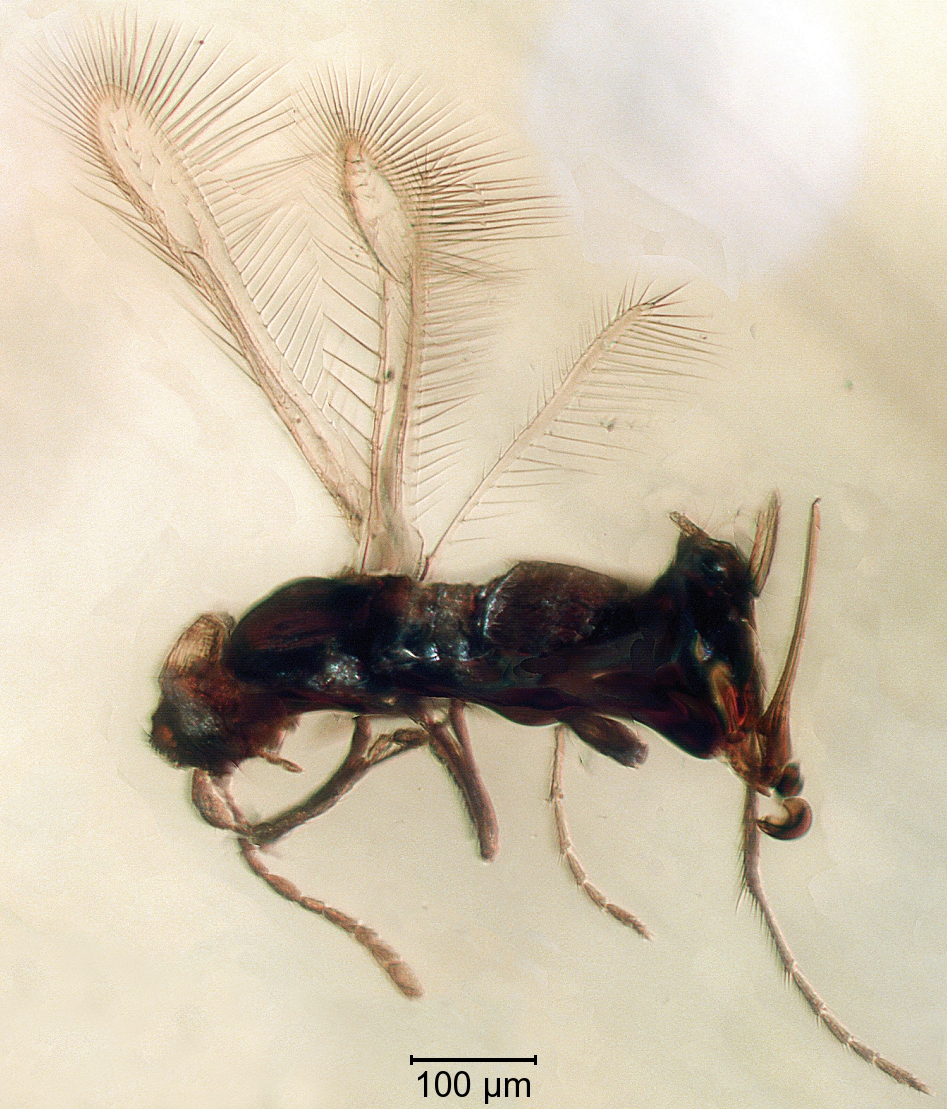
Myanmymar aresconoides

### Chỉ trích khoa học
Đáp lại nhận dạng phân loại của Oculudentavis của bài báo, các nhà phê bình như Wang et al. cũng đã lưu ý việc sử dụng ngôn ngữ mơ hồ của các tác giả - đặc biệt, tuyên bố rằng Oculudentavis là "giống như chim", trái ngược với việc là một con chim, và thừa nhận rằng "có một tiềm năng mạnh mẽ để dữ liệu mới thay đổi rõ rệt kết luận có hệ thống của họ". Quyết định của các tác giả cho rằng Oculudentavis là một loài chim tiên nghiệm, không thử nghiệm các vị trí có thể khác, vì mô tả hình thái và phân tích phát sinh học của chúng cũng được Wang et al. gọi là "phi logic", người lưu ý rằng việc bác bỏ giả thuyết này sẽ làm tổn hại đến kết luận và ý nghĩa của bài báo.